# Parapenaeus perezfarfantae
Parapenaeus perezfarfantae is een tienpotigensoort uit de familie van de Penaeidae. De wetenschappelijke naam van de soort is voor het eerst geldig gepubliceerd in 1986 door Crosnier.